# 청소년참여기구
- 청소년특별회의, 청소년참여위원회, 청소년운영위원회를 통틀어 청소년참여기구라 칭함.

## 청소년특별회의
청소년과 청소년 전문가가 함께 참여하여 범정부적 차원의 청소년 정책 설정 및 추진 점검
청소년 참여를 통한 청소년의 잠재 역량 개발 및 청소년 정책의 중요성에 대한 사회적 인식과 공감대 확산

### 법적근거
```
청소년기본법 제12조 (청소년특별회의 개최)
```

```
① 국가는 범정부적 차원의 청소년 정책과제의 설정 추진 및 점검을 위하여 청소년분야의 전문가와 청소년이 참여하는 청소년특별회의(이하 "특별회의"라 한다)를 개최하여야 한다.
```

### 추진배경
청소년의 정책 참여에 대한 UN 등 국제기구의 권고
2002 월드컵을 계기로 청소년들의 사회참여 확대

## 청소년참여위원회
청소년참여위원회는 정부 및 지방자치단체의 청소년 정책을 만들고 추진해가는 과정에 주체적으로 참여할 수 있도록 마련된 제도적 기구

### 법적근거
```
청소년 기본법 제 5조의 2(청소년의 자치권 확대)
```

```
③ 국가 및 지방자치단체는 청소년과 관련된 정책 수립 절차에 청소년의 참여 또는 의견 수렴을 보장하는 조치를 하여야 한다.
```

```
④ 국가 및 지방자치단체는 청소년 관련 정책의 수립과 시행과정에 청소년의 의견을 수렴하고 참여를 촉진하기 위하여 청소년으로 구성되는 청소년 참여위원회를 운영하여야 한다.
```

```
⑤ 국가 및 지방자치단체는 제 4항에 따른 청소년참여위원회에서 제안된 내용이 청소년 관련 정책의 수립 및 시행과정에 반영될 수 있도록 적극 노력하여야 한다.
```

### 목적
청소년들을 정부 및 지방자치단체의 정책 및 사업과정에 주체적으로 참여토록 함으로써, 청소년시책의 실효성 제고 및 권익 증진 도모

### 주요기능
정부 및 지방자치단체의 청소년 관련 정책 및 사업에 대한 청소년들의 의견제시. 자문 및 평가
청소년 관련 프로그램. 토론회, 캠페인 개최 및 참여 등

### 경과
시작
'제2차 청소년육성 5개년계획'에서 '청소년의 정책참여 기획 확대'를 분야별 사업으로 제시. 이를 계기로 1998년 11월 문화관광부에 '청소년 위원회'를 설치하고, 1999년 4월 제주시, 2000년 6월 경기도 등을 시작으로 전국으로 '청소년참여위원회'설치 확대
현재
시.도 청소년참여위원회 : 당연직(시/군/구 청소년참여위원회 대표)+위촉직(기관추천, 청소년 선거 등)으로 위원 구성
- 대표성 있는 청소년참여기구 운영을 위해 17개 시.도 청소년참여위원회 위원을 청소년특별회의 위원으로 위촉

시/군/구 청소년참여위원회 : 청소년 선거, 기관추천, 공개모집 및 심사 등 대표성을 제고할 수 있는 방식으로 위원 구성

## 청소년운영위원회
청소년이 주인이 되는 참여와 변화의 공간. 청소년운영위원회는 생활권 청소년수련시설의 운영관련 자문평가를 통해 청소년이 주인이 되는 시설이 되도록 마련된 제도적 기구

### 법적근거
청소년활동진흥법 제 4조 (청소년운영위원회)
① 제 10조 제 1호의 청소년수련시설(이하 "수련시설"이라 한다)을 설치.운영하는 개인.법인.단체 및 제16조 제3항에 따른 위탁운영단체(이하 "수련시설운영단체"라 한다)는 청소년 활동을 활성화하고 청소년의 참여를 보장하기 위하여 청소년으로 구성되는 청소년운영위원회를 운영하여야 한다.

### 목적
생활권 청소년수련시설의 운영 및 프로그램등을 청소년들이 직접 자문.평가토록 함으로서 청소년의 수요와 의견을 반영하는 청소년이 주인이 되는 시설이 되도록 하기 위함

### 주요기능
청소년들의 청소년수련시설 및 프로그램 운영에 대한 참여와 모니터링 지역사회 문제해결을 위한 참여 및 의견 반영, 시설 및 청소년활동의 활성화를 위한 주체적인 책임 역할 수행

### 경과
1999년부터 서울중랑청소년수련관, 노원청소년수련관 등에서 청소년 운영위원회를 구성하여 활동을 전개. 2003년 청소년활동진흥법상 법적 근거가 마련되고, 운영비가 지원되면서 전국으로 빠르게 확산되어, 2018년 현재 전국에 305개의 청소년수련시설이 설치.운영

### 청소년운영위원회 전국 설치현황
서울 44개, 부산 14개, 대구 17개, 인천 12개, 광주 6개, 대전 10개, 울산 7개, 경기 62개, 세종 1개, 강원 32개, 충북 15개, 충남 13개, 전북 16개, 전남 14개, 경북 13개, 경남 15개, 제주 22개 총합 305개
||"어린이와 청소년은 자신에게 영향을 미치는 모든 문제에 대해 자신의 의견을 말할 권리가 있다."
─ 「UN 아동권리협약」 제12조. 1989.11.20.||